# Archboldargia
Archboldargia is een geslacht van libellen (Odonata) uit de familie van de waterjuffers (Coenagrionidae).

## Soorten
Archboldargia omvat 3 soorten:
- Archboldargia gloriosa Lieftinck, 1949
- Archboldargia mirifica Lieftinck, 1949
- Archboldargia scissorhandsi Kalkman, 2007